# Haby (Allemagne)
Pour les articles homonymes, voir Haby.
Haby est une municipalité allemande située dans le land du Schleswig-Holstein et dans l'arrondissement de Rendsburg-Eckernförde. En 2015, sa population est de 565 habitants.